# Kurtziella antiochroa
Kurtziella antiochroa é uma espécie de gastrópode do gênero Kurtziella, pertencente a família Mangeliidae.